# Warrington and Newton Railway
A Warrington and Newton Railway (W&NR) foi uma das primeiras companhias ferroviárias da Inglaterra. Ela serviu como um ramal da Liverpool and Manchester Railway (L&MR), prestando serviços a partir destas duas cidades e de Warrington. Foi avaliada e projetada por George Stephenson, e recebeu o seu Ato do Parlamento em 4 de maio de 1829.
A linha foi inaugurada em 25 de julho de 1831, menos de um ano após a abertura da L&MR. A linha totalizava 7,24 quilômetros (4,5 milhas), desde o cruzamento oeste de Newton-le-Willows com a L&MR em Newton Junction (atualmente Earlestown) até o terminal original de Dallam Lane, em Warrington, ao norte do centro da cidade, com um pequeno ramal sudoeste em direção à Bank Quay. Um pequeno ramal à sudeste, previsto em seu Ato, não foi aberto até 1837.
A empresa tinha supostos planos para estender sua linha ao norte e ao sul; efetivamente estes foram assumidos pela recém-formada Grand Junction Railway (GJR), para formar parte da rota de Birmingham à Liverpool e Manchester (via L&MR) e ao norte através de Wigan. Depois de muita manobra de ambos os lados, a W&NR concordou em 4 de fevereiro de 1835 em ser absorvida pela GJR, com base em uma de uma troca de ações e uma garantia de juros de 4% até a GJR declarar dividendos. Isto foi confirmado por um Ato do Parlamento de 12 de junho de 1835. Um fim de cruzamento foi construído na rota atual em torno do lado oeste de Warrington, e uma nova estação foi construída pouco ao norte da atual estação de Bank Quay.
Um trecho central de 4 quilômetros (2,5 milhas) da linha original entre Bewsey e Winwick Junction atualmente faz parte da West Coast Main Line, portanto, representa a primeira parte da rota de Londres à Glasgow para ser construído.